# Gunnarstorpagölen, Östergötland
Gunnarstorpagölen är en sjö i Ydre kommun i Östergötland och ingår i Motala ströms huvudavrinningsområde. Sjön har en area på 0,0446 kvadratkilometer och ligger 175,4 meter över havet.

## Delavrinningsområde
Gunnarstorpagölen ingår i det delavrinningsområde (641856-146537) som SMHI kallar för Mynnar i Sommen. Medelhöjden är 187 meter över havet och ytan är 7,74 kvadratkilometer. Det finns ett avrinningsområde uppströms, och räknas det in blir den ackumulerade arean 18,72 kvadratkilometer. Vattendraget som avvattnar avrinningsområdet har biflödesordning 4, vilket innebär att vattnet flödar genom totalt 4 vattendrag innan det når havet efter 183 kilometer. Avrinningsområdet består mestadels av skog (61 procent), öppen mark (10 procent) och jordbruk (18 procent). Avrinningsområdet har 0,04 kvadratkilometer vattenytor vilket ger det en sjöprocent på 0,6 procent. Bebyggelsen i området täcker en yta av 0,22 kvadratkilometer eller 3 procent av avrinningsområdet.